# En Røvers Død
En Røvers Død er en dansk stum dramafilm fra 1909 produceret af Nordisk Films Kompagni. Filmens instruktør er ukendt.

## Handling
En røverbande i en bjergrig egn har plaget lokalbefolkningen, og der sendes soldater til området. Røverhøvdingen fanges og bevogtes af en korporal og to menige soldater. Korporalens kæreste giver røveren lidt mad, hvilket han er taknemmelig for. Da hun går, får hun kæresten til at gå med sig noget ad vejen. Korporalen er ikke meget for at forlade tjenesten, men lader sig overtale. Da han kommer tilbage, ser han at de to soldater er faldet i søvn, og det konstateres, at røveren er undsluppet. Korporalen dømmes til døden for sin pligtforsømmelse. Den unge kvinde opsøger røverne og bønfalder dem om at redde korporalen. Røverhøvdingen går med kvinden til soldaterne og melder sig selv lige inden korporalen bliver skudt. Røveren stiller sig i stedet på korporalens plads.